# Sid Meier's Pirates!
Сид Мејерови Пирати је пиратска стратегијска и акциона видео-игра коју је произвео Firaxis Games и објавио Атари. Игру може играти само један играч а за играње вам је потребан Мајкрософт Windows XP/98/ME или Xbox. Играч добија јединствену шансу да живи као гусар, пљачка градове и бродове, тражи блага, бори се са другим гусарима који су и данас познати (Хенри Морган, Црнобради, браћа Барбадос и други), мачује се и још много тога.

## Играње
- Битке на мору

Битка на мору је главна битка у игри. Прво изаберите брод који желите да нападнете и пуцајте оружјима које имате, када се два брода сударе борци са оба брода се сукобљавају прса у прса и мачују. Играч се такође мачује, и ако победи вођу непријатељског брода, играч осваја брод, новац и брод улази у Вашу флоту. Касније га можете продати, поправити и друго.
- Битке на копну

Битке на копну се често дешавају кад хоћете да опљачкате неки град. Ваши и непријатељски војници се ређају и сукоб почиње. Војници су распоређени у јединице свака јединица има слабост према некој другој непријатељској јединици. Уколико победите Ви добијате злато и шансу да промените гувернера града у нпр. Холандског или Енглеског.
- Пловидба

Највећи део игре играч плови око Карипских острва. Можете пловити мишем, или бројевима од 1 до 9.
- Плес

Ако се свидите ћерци неког гувернера она ће вас позвати на плес. Ако пристанете морате пазити да се не саплетете док плешете јер се то њој и другима не би свидело. Ако јој се свиди како играте даће вам поклон.